# Eni Faleomavaega

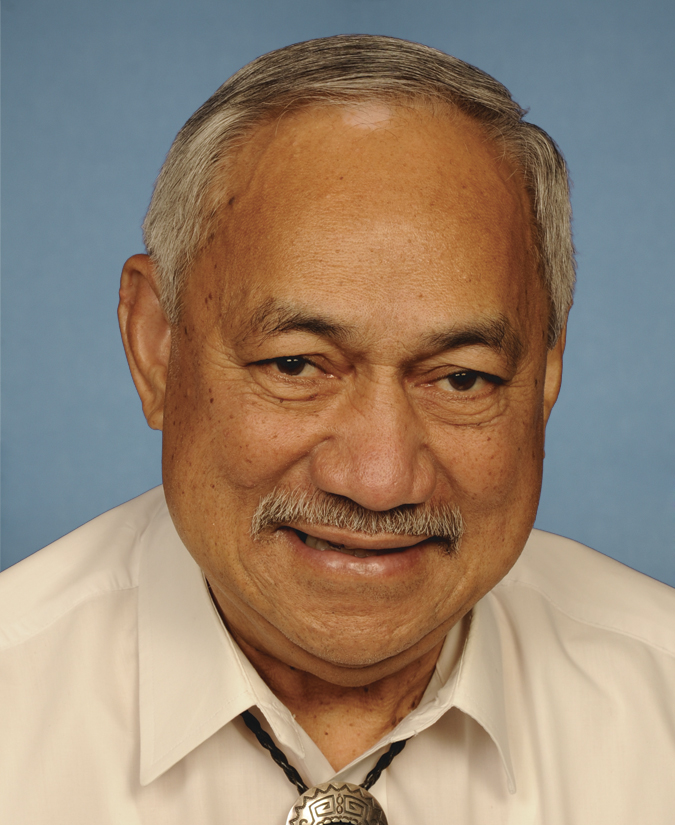
Eni Faleomavaega

Eni Fa'aua'a Hunkin Faleomavaega, Jr., kurz auch Eni Faleomavaega, (* 15. August 1943 in Vailoatai Village, Amerikanisch-Samoa; † 22. Februar 2017 in Provo, Utah) war ein Politiker der Demokratischen Partei der Vereinigten Staaten. Er war von 1989 bis 2015 der offizielle nicht stimmberechtigte Delegierte des US-amerikanischen Außengebietes Amerikanisch-Samoa im US-Repräsentantenhaus.

## Leben
Eni Faleomavaega, aktives Mitglied der Kirche Jesu Christi der Heiligen der Letzten Tage, studierte zunächst an der Brigham Young University in Provo und erwarb dort 1966 seinen Bachelor-Abschluss. 1972 wurde er an der Law School der University of Houston zum Juris Doctor promoviert; der Master of Laws folgte 1973 an der University of California in Berkeley.
Zwischen 1973 und 1975 war Faleomavaega als Stabsassistent für die beiden damaligen Delegierten aus Amerikanisch-Samoa in Washington, A. U. Fuimaono und A.P. Lutali, tätig. Diese waren allerdings noch inoffizielle Vertreter des Außengebietes; erst ab 1981 stellte Amerikanisch-Samoa mit Fofó Sunia einen offiziell gewählten Delegierten mit Stimmrecht in den Ausschüssen des Repräsentantenhauses.
Nachdem er zwischen 1975 und 1981 als Berater für das Committee on Interior and Insular Affairs des Repräsentantenhauses gearbeitet hatte, kehrte Faleomavaega nach Amerikanisch-Samoa zurück und amtierte dort bis 1984 als stellvertretender Attorney General. 1985 trat er die Nachfolge von Tufele Liamatua als Vizegouverneur an und war damit Stellvertreter von Gouverneur Lutali. Schließlich wurde er 1988 als Nachfolger des zurückgetretenen Fofó Sunia zum Delegierten seines Gebietes in Washington gewählt. Dort nahm er ab dem 3. Januar 1989 sein Mandat wahr. Anschließend wurde er zwölfmal wiedergewählt, zuletzt im November 2012 mit 55,2 Prozent der Stimmen gegen die Republikanerin Amata Coleman Radewagen. Im Kongress saß Faleomavaega zuletzt im Auswärtigen Ausschuss und im Committee on Natural Resources. Er war außerdem Mitglied des Asian Pacific American Caucus.
Bei den Kongresswahlen 2014 trat Faleomavaega erneut an, kam jedoch über knapp 31 Prozent der Stimmen nicht hinaus. Dies lag auch daran, dass mehrere demokratische Bewerber kandidierten, darunter der ehemalige Gouverneur Togiola Tulafono, und die Stimmen somit aufgeteilt wurden. Die Republikanerin Amata Coleman Radewagen trug mit 42 Prozent der Stimmen den Sieg davon und löste Faleomavaega am 3. Januar 2015 im Kongress ab.